# 朱卜堅寧

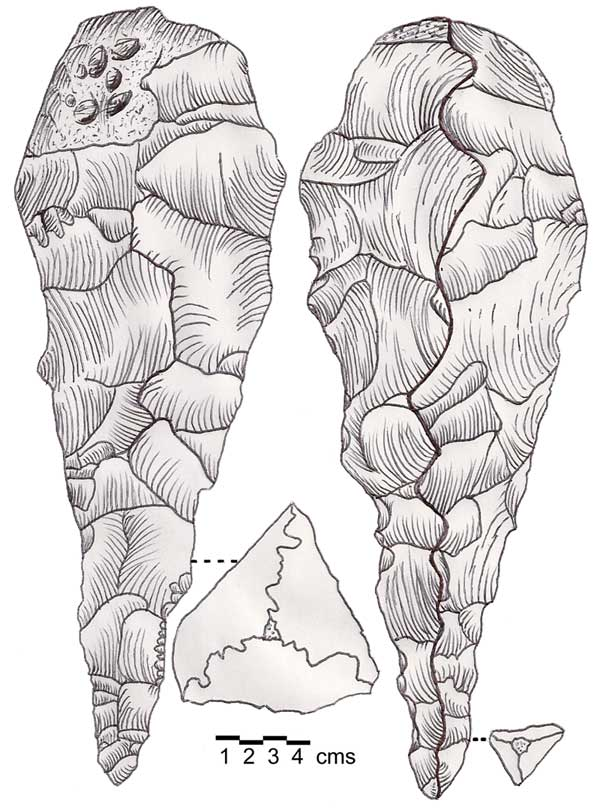
黎巴嫩朱卜堅寧2號遺址的三面體新石器斧或鎬。米色的燧石變成了棕色。 收藏於黎巴嫩貝魯特聖約瑟夫大學黎巴嫩史前博物館

朱卜堅寧（阿拉伯语：‎，羅馬化：Jub Jannīn）是黎巴嫩貝卡省的城鎮，位於該國東南部利塔尼河畔，距離首都貝魯特68公里，面積15.75平方公里，海拔高度930米，2008人口14,615。

## 遺址
朱卜堅寧1號遺址是一個小型地表遺址，被溪流的侵蝕活動帶至地表，位於卡洛恩（Qaraoun）東北方8公里處的丘陵地帶。該遺址是由迪貝爾特雷（Dubertret）發現，亨利·弗萊施（Henri Fleisch）和莫里斯 · 塔隆（Maurice Tallon）對文物進行收集整理，目前收藏在聖約瑟夫大學的黎巴嫩史前歷史博物館。 在遺址中發現的燧石工具包括兩面器（biface）和粗糙的碎片，被認為可以追溯到阿舍利時代。
朱卜堅寧2號遺址是由M. Billaux在1957年首次發現的，位於村莊西北部的利塔尼河右岸。1960年，弗萊施將其描述為新石器時代。該遺址採集到了大量的燧石石器，包括944件工具和152個石核。一開始洛林·科普蘭（Lorraine Copeland）和彼得·韋斯科姆（Peter Wescombe）將該遺址報告為舊石器時代工業。這裡還發現了一種高度專業化的考古工業，出土了橢球狀和三面體的打製燧石工具，並由弗萊施在1960年發表，科普蘭和韋斯科姆將其稱為三面體新石器時代。關於這種在農業開始萌芽時的工業、這些巨大石錘的古代使用者、石錘用途仍甚少有人探討。來自朱卜堅寧2號遺址的材料被洛林·科普蘭描述為
|  | 在黎巴嫩是獨一無二的，撇除其他遺址的孤立碎片，這些材料顯然是由出於特殊目的而製造的石核工具所組成。 （見三面體石器圖） |

朱卜堅寧3號遺址是卡洛恩文化的一個重新石器時代遺址。它是由亨利·弗萊施和莫里斯 · 塔隆在1957年發現。當中發現了大量的材料，包括一些大型的薄片和刀片，以及一系列更精細的刨刀（Rabot）和刮刀，這些材料現在被保存在聖約瑟夫大學的黎巴嫩史前博物館中。在這個遺址中沒有發現大型的兩面器。這個地點可能會延伸到現在已經變成花園的地區。1966年，它被農作物覆蓋。

## 外部連結
- Chateau Kefraya Website （页面存档备份，存于）

33°38′N 35°47′E / 33.633°N 35.783°E
1. 1 2  L. Copeland; P. Wescombe. . Impr. Catholique. 1966  [29 August 2011]. （原始内容存档于2021-03-12）.
2. ↑  Fred Wendorf; Anthony E. Marks. . SMU Press. 1975  [30 April 2011]. ISBN 978-0-87074-146-3. （原始内容存档于2021-11-08）.
3. ↑  Besançon, J. et Hours, F., Préhistoire et géomorphologie : les formes du relief et les dépôts quaternaires dans la région de Joub Jannine (Béqaa méridionale, Liban). Hannon, Beyrouth, vol. V, p. 63-95, 1970
4. ↑  Fleisch, Henri., Les industries lithiques récentes de la Békaa, République Libanaise, Acts of the 6th C.I.S.E.A., vol. XI, no. 1. Paris, 1960.
5. ↑  Fred Wendorf; Anthony E. Marks. . SMU Press. 1975  [30 April 2011]. ISBN 978-0-87074-146-3. （原始内容存档于2021-11-08）.
6. ↑  Michael D. Petraglia; Ravi Korisettar. . Routledge. 1998: 254–  [30 April 2011]. ISBN 978-0-415-11763-0. （原始内容存档于2021-09-09）.
7. ↑  Francis Hours. . Maison de l'Orient. 1989  [30 April 2011]. （原始内容存档于2021-09-09）.
8. ↑  Fleisch, Henri., Les industries lithiques récentes de la Békaa, République Libanaise, Acts of the 6th C.I.S.E.A., vol. XI, no. 1. Paris, 1960.
9. ↑  Lorraine Copeland; P. Wescombe. . Imprimerie Catholique. 1965  [21 July 2011]. （原始内容存档于2011-12-24）.
10. ↑  Moore, A.M.T. . Oxford University, Unpublished Ph.D. Thesis. 1978: 444–446  [2021-08-26]. （原始内容存档于2019-06-04）.